# Augsburg-Inningen (Stadtbezirk)
Inningen bezeichnet einen statistischen Stadtbezirk in Augsburg, der dem gleichnamigen und deckungsgleichen Planungsraum Inningen untergeordnet ist. Am 31. Dezember 2013 lebten in dem 1.278,5 Hektar großen Bezirk rund 4.750 Menschen.

## Geographie
Der Stadtbezirk Inningen umfasst die gleichnamige Gemarkung, die im Westen vom Diebelbach und der Grenze zu Bergheim, im Norden von der Grenze zu Göggingen, im Osten von der autobahnähnlich ausgebauten Bundesstraße 17 und im Süden von der Stadtgrenze zu Bobingen begrenzt wird.
Inningen ist mit einer Fläche von 12,785 Quadratkilometern nach Bergheim und Siebenbrunn der drittgrößte Stadtbezirk Augsburgs, gleichwohl aber auch mit etwa 4.750 Einwohnern nach den beiden genannten der am drittgeringsten besiedelte Bezirk der Fuggerstadt.

## Geschichte
Das 1071 erstmals urkundlich erwähnte Inningen wurde schon zu Zeiten des Römischen Reiches besiedelt und war durch eine auf diesem Gebiet verlaufende Straße, die von Cambodunum (dem heutigen Kempten) nach Augusta Vindelicorum (dem heutigen Augsburg) führte, angeschlossen.
Über die Jahrhunderte entwickelte sich Inningen zu einem landwirtschaftlich geprägten Dorf in nächster Nähe zum vor allem während der Industrialisierung stark wachsenden Augsburg, wodurch der Ort „im Grünen“ an Attraktivität gewann und so auch Bürgern der Stadt als Wohnsitz diente.
Im Zuge der bayerischen Gemeindereformen von 1972 wurde Inningen mit dem kurz zuvor angeschlossenen Bergheim nach Augsburg eingemeindet und wird dort seitdem als der 15. Planungsraum und zugleich 41. Stadtbezirk geführt.

## Demographie
In Inningen lebten am 31. Dezember 2013 4.748 Bürger mit Haupt- und Nebenwohnsitz, von denen 2.431 – das entspricht 51,2 Prozent – weiblichen Geschlechts waren. 342 Menschen mit ausländischem Pass bildeten zum selben Zeitpunkt einen Ausländeranteil von 7,2 Prozent, der damit deutlich unter dem Durchschnitt der Gesamtstadt (etwa 16,5 Prozent) liegt.
Wie auch alle anderen eher ländlich geprägten Stadtbezirke Augsburgs ist Inningen insgesamt eher überaltert: Die Gruppe der 40- bis 65-jährigen Bürger war am 1. Januar 2006 mit 1.703 Personen sehr stark vertreten, gefolgt von der Gruppe der 20- bis 40-Jährigen mit 1.098 Bürgern und dann schon von den 459 Bürgern im Alter von 65 bis 75 Jahren.

## Inningen
Hauptartikel: Augsburg-Inningen